# Staplehurst, Kent
Staplehurst är en ort och civil parish i grevskapet Kent i sydöstra England. Orten ligger i distriktet Maidstone, cirka 13 kilometer söder om Maidstone. Tätorten (built-up area) hade 6 178 invånare vid folkräkningen år 2021.